# Troisième domination chinoise du Vietnam

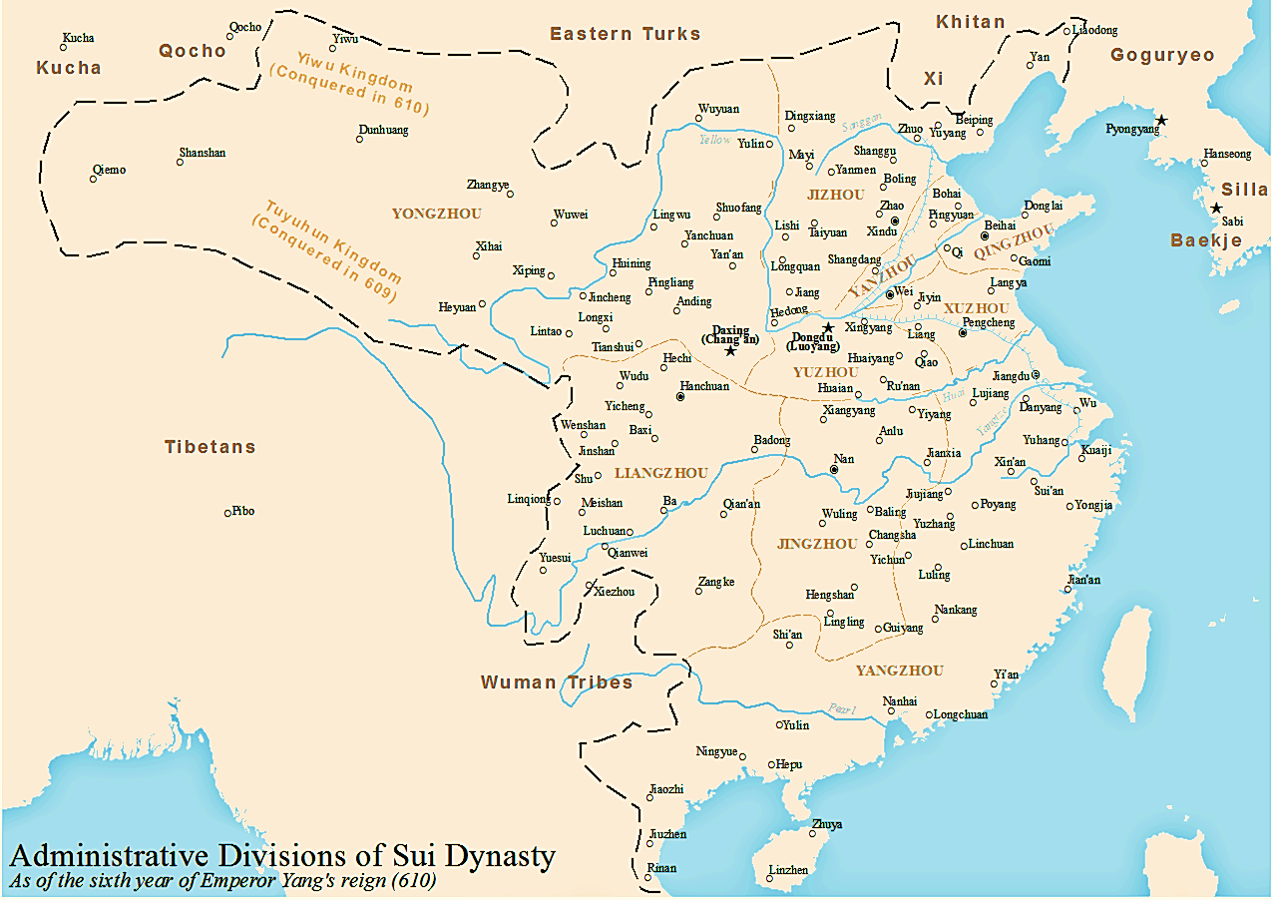
L'Empire des Sui vers 610

La troisième domination chinoise du Vietnam est une période datant de 602 jusqu'en 938. La dynastie Sui conquiert la région au début du VIIe siècle. La dynastie Tang de 618–690 et 705–907 annexa la région, avant que celle-ci passe sous le contrôle des Han du Sud. 
La victoire à la bataille du Bạch Đằng met fin à dix siècles d'occupation chinoise quasiment ininterrompue. 